# 王承纲
王承纲（?—?），是五代十国时期前蜀官员，担任军使。
乾德二年（922年）四月，王承纲的女儿将要出嫁，前蜀皇帝王衍听说她的美貌，把她收娶到后宫内。王承纲请皇帝不要让女儿入宫，王衍非常生气，把王承纲流放到茂州，王承纲的女儿听说父亲被治罪，于是就自杀了。